# Championnat de Bulgarie de football 1987-1988
Navigation
Saison précédente Saison suivante
La saison 1987-1988 du Championnat de Bulgarie de football était la 64e édition du championnat de première division en Bulgarie. Les seize meilleurs clubs du pays se retrouvent au sein d'une poule unique, la Vissha Professionnal Football League, où ils s'affrontent deux fois, à domicile et à l'extérieur. À la fin de la saison, les deux derniers du classement sont relégués et remplacés par les deux meilleurs clubs de deuxième division.
C'est le Vitosha Sofia qui remporte le titre en terminant en tête du classement final, avec 2 points d'avance sur le tenant du titre, le CFKA Sredets Sofia, qui remporte la finale de la Coupe de Bulgarie. Le Trakia Plovdiv complète le podium en finissant à 9 points du Vitosha, qui remporte le 17e titre national de son histoire.

## Les 16 clubs participants
| - Vitosha Sofia - CFKA Sredets Sofia - Etar Veliko Tarnovo - FK Spartak Varna - PFK Spartak Pleven - PFC Slavia Sofia - Lokomotiv Plovdiv - Lokomotiv Sofia | - Pirin Blagoevgrad - Chernomorets Burgas - PFK Minyor Pernik - Promu de D2 - Trakia Plovdiv - OFK Botev Vratsa - FC Lokomotiv Gorna Oryahovitsa - Promu de D2 - Beroe Stara Zagora - PFC Sliven |

## Compétition

### Classement
Le barème utilisé pour établir le classement est donc le suivant :
- Victoire : 2 points
- Match nul : 1 point
- Défaite : 0 point

| Rang | Équipe                           | Pts | J  | G  | N  | P  | Bp | Bc | Diff |
| ---- | -------------------------------- | --- | -- | -- | -- | -- | -- | -- | ---- |
| 1    | Vitosha Sofia                    | 48  | 30 | 20 | 8  | 2  | 67 | 29 | +38  |
| 2    | CFKA Sredets Sofia T C           | 46  | 30 | 20 | 6  | 4  | 76 | 32 | +44  |
| 3    | Trakia Plovdiv                   | 39  | 30 | 15 | 9  | 6  | 52 | 31 | +21  |
| 4    | PFC Slavia Sofia                 | 38  | 30 | 14 | 10 | 6  | 48 | 30 | +18  |
| 5    | Lokomotiv Sofia                  | 32  | 30 | 12 | 8  | 10 | 47 | 47 | 0    |
| 6    | Beroe Stara Zagora               | 29  | 30 | 11 | 7  | 12 | 41 | 44 | -3   |
| 7    | Lokomotiv Plovdiv                | 28  | 30 | 12 | 4  | 14 | 44 | 59 | -15  |
| 8    | PFC Sliven                       | 27  | 30 | 11 | 5  | 14 | 35 | 43 | -8   |
| 9    | Etar Veliko Tarnovo              | 26  | 30 | 10 | 6  | 14 | 44 | 41 | +3   |
| 10   | FK Spartak Varna                 | 26  | 30 | 10 | 6  | 14 | 36 | 52 | -16  |
| 11   | PFC Minyor Pernik P              | 25  | 30 | 10 | 5  | 15 | 34 | 36 | -2   |
| 12   | Pirin Blagoevgrad                | 25  | 30 | 7  | 11 | 12 | 32 | 37 | -5   |
| 13   | FC Lokomotiv Gorna Oryahovitsa P | 25  | 30 | 11 | 3  | 16 | 41 | 57 | -16  |
| 14   | Botev Vratsa                     | 24  | 30 | 8  | 8  | 14 | 34 | 46 | -12  |
| 15   | Chernomorets Burgas              | 21  | 30 | 9  | 3  | 18 | 27 | 50 | -23  |
| 16   | PFK Spartak Pleven               | 21  | 30 | 6  | 9  | 15 | 37 | 61 | -24  |

|  | Qualification pour la Coupe des clubs champions 1988-1989                                |
|  | Qualification pour la Coupe des Coupes 1988-1989                                         |
|  | Qualification pour la Coupe UEFA 1988-1989                                               |
|  | Qualification pour la Coupe Intertoto 1988                                               |
|  | Relégation en deuxième division                                                          |
|  | T : Tenant du titre C : Vainqueur de la Coupe de Bulgarie P : Promu de deuxième division |

## Bilan de la saison
| Championnat de Bulgarie de football 1987-1988 |                           |
| Champion                                      | Vitosha Sofia (17e titre) |
| Coupes et trophées                            |                           |
| Vainqueur de la Coupe de Bulgarie 1987-1988   | CFKA Sredets Sofia        |
| Qualifications continentales                  |                           |
| Coupe des clubs champions 1988-1989           | Vitosha Sofia             |
| Coupe des Coupes 1988-1989                    | CFKA Sredets Sofia        |
| Coupe UEFA 1988-1989                          | Trakia Plovdiv            |
| Coupe UEFA 1988-1989                          | PFC Slavia Sofia          |
| Coupe Intertoto 1988                          | PFC Slavia Sofia          |
| Promotions et relégations                     |                           |
| Promus en Vissha PFL                          | Cherno More Varna         |
| Promus en Vissha PFL                          | Dunav Ruse                |
| Relégués en B PFL                             | Chernomorets Burgas       |
| Relégués en B PFL                             | PFK Spartak Pleven        |